# Rémi Gahutu
Rémi Gahutu (zm. 17 sierpnia 1990 w Dar es Salaam) – burundyjski polityk, członek grupy etnicznej Hutu, założyciel i przywódca radykalnego ugrupowania PALIPEHUTU.

## Życiorys
Wywodził się z ludu Hutu, największej grupy etnicznej zamieszkującej Burundi. Urodził się prawdopodobnie w połowie XX wieku. Pochodził z prowincji Muramvya położonej w centralnej części kraju.
Po ludobójstwie Hutu, dokonanym w 1972 roku przez rządzącą państwem mniejszość Tutsi, opuścił Burundi i udał się na emigrację do Belgii. Podjął tam studia uwieńczone uzyskaniem dyplomu agronoma. W tym okresie związał się także z lewicową organizacją studencką MEPROBA (Mouvement des Etudiants Progressistes du Burundi). Później udał się do Rwandy, gdzie objął funkcję sekretarza generalnego TABARA UBURUNDI – niewielkiej marksistowskiej organizacji założonej w 1978 roku przez Gérarda Rushishikarę, działającej w oparciu o diasporę burundyjskich Hutu w Rwandzie i występującej przeciw rządom Tutsi w Burundi.
W maju 1979 roku TABARA UBURUNDI wywołała skandal dyplomatyczny, dystrybuując w czasie odbywającego się w Kigali szczytu francusko-afrykańskiego ulotki oskarżające rząd w Bużumburze o prześladowanie ludności Hutu. Prezydent Burundi Jean-Baptiste Bagaza demonstracyjnie opuścił szczyt, a władze Rwandy podjęły wkrótce decyzję o wydaleniu wszystkich liderów TABARA UBURUNDI. W gronie deportowanych znalazł się także Gahutu. Po opuszczeniu Rwandy przywódcy organizacji udali się do Tanzanii. Wkrótce wybuchły pomiędzy nimi spory na temat dalszej strategii, co zaowocowało rozłamem w organizacji.
18 kwietnia 1980 roku w Mishamo na terytorium Tanzanii, gdzie od 1972 roku funkcjonował jeden z największych obozów dla uchodźców Hutu z Burundi, Gahutu założył ugrupowanie o nazwie Parti de Libération du Peuple Hutu (PALIPEHUTU), które stało się wkrótce najaktywniejszym i najbardziej radykalnym ugrupowaniem Hutu. PALIPEHUTU stawiało sobie za cel zdobycie dla Hutu pełnej władzy w Burundi, głosząc jednocześnie radykalny program społeczny. Dużą wagę przykładało również do pielęgnowania pamięci o ludobójstwie 1972 roku. W latach 80. XX wieku Gahutu często podróżował do Europy, szukając wsparcia tamtejszej diaspory Hutu dla swojej sprawy.
W marcu 1989 roku Gahutu i czternastu innych działaczy PALIPEHUTU zostali aresztowani przez władze Tanzanii. Prawdopodobnie ich zatrzymanie nastąpiło na skutek nacisków rządu Burundi. Wkrótce Tanzańczycy zwolnili wszystkich aresztowanych, nakazując im jednocześnie opuszczenie kraju. Przywódcy PALIPEHUTU odmówili jednak wyjazdu z Tanzanii, co spowodowało ich ponowne aresztowanie. Gahutu trafił do więzienia Keko w Dar es Salaam, gdzie w tajemniczych okolicznościach zmarł 17 sierpnia 1990. Według Amnesty International jego śmierć była spowodowana złymi warunkami bytowymi panującymi w więzieniu oraz brakiem odpowiedniej pomocy medycznej. Wielu Hutu było jednak przekonanych, że Gahutu został potajemnie zamordowany przez burundyjskie tajne służby, wspierane przez rząd Tanzanii oraz niektórych liderów PALIPEHUTU.